# Hiracoidio
En los textos paleontológicos de Florentino Ameghino y otros estudiosos de la época, se denomina hiracoidios a los mamíferos nativos del Terciario de América del Sur, parecidos a los hiracoideos (damanes) de África y Eurasia.

## Generalidades
Los hiracoidios eran mamíferos placentarios herbívoros pertenecientes al grupo que evolucionó en América del Sur, denominados Meridiungulata. Se pensó que eran los antecesores de los meridiungulados. Dentro del grupo Meridiungulata están clasificados grupos tales como los Notoungulata y los Archaeohyracidae, entre otros.
En aquella época se desconocía la evolución exclusiva que se había producido en Sudamérica de los ungulados nativos, los meridiungulados. Así, se clasificó a los animales por su parecido esquelético —por ejemplo, los piroterios entre los proboscídeos, los notohípidos o hipoidios entre los équidos, etcétera—. Posteriores investigaciones, basadas en la estructura de los huesecillos del oído, que es única entre los meridiungulados, hizo variar su clasificación.
Se supone que hiracoidios, damanes, embritópodos, tetiterios (antepasados de proboscídeos y sirenios), desmostilos y los perisodáctilos (antepasados de caballos y rinocerontes) eran ramas que se separaban de un mismo tronco común: Los Paenungulata, aunque actualmente se desconoce exactamente —debido a la imposibilidad actual de análisis— qué grupos eran más cercanos a otros, poniéndose en duda que los perisodáctilos sean penungulados. Todos ellos descienden de placentarios condilartros.
Todos los hiracoideos modernos son miembros de la única familia viva Procaviidae; sin embargo, este grupo estuvo más extendido en el pasado constando de varias familias.
En el superorden extinto de los meridiungulados, en concreto  en la familia Archaeohyracidae, consistente en cuatro géneros de mamíferos notoungulados conocidos desde el Paleoceno a través del Oligoceno de Sudamérica, Hay un grupo no emparentado estrechamente con los verdaderos hyrax o Hyracoidea modernos, a pesar de que muchos géneros en esta familia de "arqueohiracidos" han sido denominados como hyrax: Acoelohyrax, Archaeohyrax, Eohyrax, Protarchaeohyrax, Pseudhyrax...
Los Hyracoidea actuales son un orden originado en África hace 50 millones de años, en el Oligoceno, mientras que los hiracoidios eran considerados Hyracoidea primitivos procedentes de Norteamérica, de donde pasarían a Sudamérica y de ésta a África con otros grupos de animales, antes de romperse el puente de tierra que las unía. En la realidad, los hiracoidios no pudieron pasar de Norteamérica a Sudamérica y de ahí a África. Sudamérica y África, junto con otros continentes, formaban un supercontinente denominado Gondwana y, a medida que seguía fragmentándose, se le denominó Atlántica. Los Hiracoidios se originaron en este supercontinente austral siendo formas sudamericanas cercanas a los ancestros de hyracoidea de aquel período, que empezaron a diferenciarse al separarse África-Madagascar y Sudamérica-Antártida.
La desintegración de Pangea, que comenzó al inicio del Cretáceo, hace 150-140 millones de años, da las claves de la ubicación y dispersión de los grupos animales, cuando el supercontinente Gondwana empezó a fragmentarse.
Considerando que cuando en Pangea se creó una grieta que abarcaba desde el Oéano Tetis al este, hasta el Pacífico al oeste. La grieta separó Laurasia, y con ella a Norteamérica, de Gondwana y produjo el nacimiento de un futuro nuevo océano, el Océano Atlántico. Dicho océano no se abrió uniformemente, sino que comenzó en su zona Norte-Central; el Atlántico sur no se abriría hasta el Cretáceo.
Además, los Strigopidae o "loros de Nueva Zelanda" —una familia endémica de Nueva Zelanda— y otras aves, evolucionaron aisladas durante un periodo muy considerable de tiempo al separarse la región de Gondwana, antes del Cenozoico e incluso de la expansión de los mamíferos hace 80 millones de años, los cuales nunca alcanzaron Nueva Zelanda. Los mamíferos marsupiales llegaron a Australia a través de la Antártida cuando estaban unidas, previamente al enfriamiento de la Antártida al separarse de Australia y de la llegada de mamíferos placentarios a esta última.
Aunque los verdaderos Hyracoidea guardan cierto parecido externo con animales actuales como el conejo de Indias, en realidad son ungulados primitivos. Actualmente se consideran como los parientes vivos más próximos a los elefantes y los manatíes, pese a que su aspecto físico sea muy diferente debido a la evolución divergente; esto relaciona a los extinguidos meridiungulados lejanamente con los grupos mencionados, al ser todos miembros del grupo de los Paenungulata que incluye también el orden de los perisodáctilos (caballos, tapires y rinocerontes). Para otros, los penungulados deben llamarse Mesaxonia.
Los penungulados, del griego "casi ungulados", son un clado de mamíferos placentarios que agrupan a los órdenes actuales Proboscidea (elefantes), Sirenia (manatíes) e Hyracoidea y los extinguidos meridiungulata y sus familias basales de hiracoidios (McKenna & Bell, eds., 1997).